# Кловер (Јужна Каролина)
Кловер (енгл. Clover) град је у америчкој савезној држави Јужна Каролина.

## Демографија
По попису из 2010. године број становника је 5.094, што је 1.08 (26,9%) становника више него 2000. године.
| Група             | 2000.         | 2010.         |
| Белци             | 3.036 (75,6%) | 3.758 (73,8%) |
| Афроамериканци    | 844 (21,0%)   | 980 (19,2%)   |
| Азијати           | 18 (0,4%)     | 31 (0,6%)     |
| Хиспаноамериканци | 78 (1,9%)     | 223 (4,4%)    |
| Укупно            | 4.014         | 5.094         |